# 仙台市交通局岡田出張所
仙台市交通局岡田出張所（せんだいしこうつうきょく おかだしゅっちょうじょ）は、宮城県仙台市宮城野区蒲生字前通にあった仙台市交通局自動車部（仙台市営バス）の営業所。霞の目営業所が、管理を担当。
当記事では、バス停である市営バス岡田車庫前バス停についても記す。

## 概要
構内は営業所庁舎と給油施設、車庫、バス停留所（後述）を設置する。営業所イラストマークはたつ。
東日本大震災で、施設が被災したため、現在は入出庫系統のバス停留所のみが事実上機能している状態となっており、2012年4月1日以降は、当出張所の車両の所属が新寺出張所へ変更されている。
2013年より、仙台市地下鉄東西線開通前後をめど(または2015年4月1日付)に開始される霞の目営業所の委託および事業所の振り替え実施を前提として、新寺出張所が正式な委託事業所の対象となるため、2008年4月より宮城交通へ委託している、当岡田出張所については、契約が切れる2013年4月以降は、当面新寺出張所が代理で事務を行う予定としている。このため、当面は回転地としてのみ機能する予定。また、霞の目営業所の敷地内に霞の目営業所分室を設置し、仙台市地下鉄東西線開業時の霞の目営業所本体の委託に備えている。
2015年12月6日、東西線開業に伴う路線再編により、当出張所の回転地としての使用を終了。

## 沿革
- 1994年（平成6年）3月28日 - 開設。
- 2008年（平成20年）4月1日 - 車両運転業務を5年契約で宮城交通に委託。宮城交通岡田受託出張所を設置し、業務に当たる。
- 2011年（平成23年）
  - 3月11日 - 東日本大震災により発生した津波で、出張所が被災。バスの被害は34台中1台のみ[2]。
  - 3月12日 - 霞の目営業所内の仮事業所で業務再開[3]。
- 2012年（平成24年）4月1日 - 新寺出張所へ機能移転する形で、当出張所を受託する宮城交通が、10ヶ月ぶりに新寺出張所を受託。車両の所属は、新寺に変更される。
- 2013年（平成25年）4月1日 - 前年度実施の新寺出張所への業務の代理(実質的な、岡田出張所委託の更新)を正式に行うことになり、新寺出張所本体を5年契約で宮城交通が受託。
- 2015年（平成27年）12月6日 - 「市営バス岡田車庫入口」停留所を「蒲生小田切」に改称し、路線再編に伴い「市営バス岡田車庫」回転地の使用を前日を以って終了。

## 所管路線

### 東部工場団地線
- 70系統（小鶴新田駅 - 狐塚、霞の目営業所と共管）
  - 小鶴新田駅 - 日の出町一丁目 - 扇町二丁目小鶴老人福祉センター入口 - 扇町三丁目 - 若林体育館前 - 東部工場団地 - 狐塚
- 310/J310系統（東部工場団地線、霞の目営業所と共管）
  - 交通局大学病院前 - 定禅寺通市役所前 - 電力ビル前 - 仙台駅前 - 新寺三丁目 - 二軒茶屋東華中学校前 - 志波町 - 卸町会館前 - 中央卸売市場正門前 - 東部工場団地 - 狐塚
- 310系統（仙台駅東口 - 東部工場団地線、霞の目営業所と共管）
  - 仙台駅東口 - 二軒茶屋東華中学校前 - 志波町 - 卸町会館前 - 中央卸売市場正門前 - 東部工場団地 - 狐塚

### 蒲生線
- 80系統（陸前高砂駅 - 蒲生）
  - 陸前高砂駅 - 高砂二丁目 - 中野新町 - 中野小学校前 - 蒲生
- 200/J200系統
  - 交通局大学病院前 - 定禅寺通市役所前 - 電力ビル前 - 仙台駅前 - 原町二丁目 - 宮城野区役所前 - 苦竹駅前 - 扇町二丁目小鶴老人福祉センター入口 - 福田町 - 陸前高砂駅 - 高砂二丁目 - 中野新町 - 中野小学校前 - 蒲生

### 卸町線
- 230/J230系統（中税務署経由、霞の目営業所と共管）
  - 交通局大学病院前 - 定禅寺通市役所前 - 電力ビル前 - 仙台駅前 - 原町二丁目 - 国立病院前 - トラックターミナル中税務署入口 - 宮城野消防署前 - 日の出町一丁目 - 小鶴新田駅
- 233/J233系統（卸町会館経由、霞の目営業所と共管）
  - 交通局大学病院前 - 定禅寺通市役所前 - 電力ビル前 - 仙台駅前 - 原町二丁目 - 国立病院前 - 卸町会館前 - 中央卸売市場前 - 宮城野消防署前 - 日の出町一丁目 - 小鶴新田駅

### 福田町四丁目線
- 330/J330系統
  - 交通局大学病院前 - 定禅寺通市役所前 - 電力ビル前 - 仙台駅前 - 新寺三丁目 - 二軒茶屋東華中学校前 - 白萩町 - 宮千代一丁目 - トラックターミナル中税務署入口 - 自動車団地 - 宮城運輸支局前 - 魚肉市場入口 - 福田町四丁目 - 鶴巻小学校前

### 六丁の目・岡田線
- 83系統（陸前高砂駅発着新浜線）
  - 陸前高砂駅 - 高砂二丁目 - 中野新町 - 新浜 - 市営バス岡田車庫前
- 203/J203系統（原町・福田町経由新浜線）
  - 交通局大学病院前 - 定禅寺通市役所前 - 電力ビル前 - 仙台駅前 - 原町二丁目 - 宮城野区役所前 - 苦竹駅前 - 扇町二丁目小鶴老人福祉センター入口 - 福田町 - 陸前高砂駅 - 高砂二丁目 - 鶴巻 - 賀茂皇神社前 - 岡田 - 新浜 - 市営バス岡田車庫前
- 300/J300系統（志波町・六丁の目経由新浜線）
  - 交通局大学病院前 - 定禅寺通市役所前 - 電力ビル前 - 仙台駅前 - 新寺三丁目 - 二軒茶屋東華中学校前 - 志波町 - 六丁の目西町 - 狐塚 - 賀茂皇神社前 - 岡田 - 新浜 - 市営バス岡田車庫前
- J303系統
  - 市営バス岡田車庫前 → 六丁の目東町 → 志波町 → 二軒茶屋東華中学校前 → 新寺三丁目 → 仙台駅前 → 電力ビル前 → 定禅寺通市役所前 → 交通局大学病院前
- 305/J305系統（霞の目営業所と共管）
  - 交通局大学病院前 - 定禅寺通市役所前 - 電力ビル前 - 仙台駅前 - 新寺三丁目 - 二軒茶屋東華中学校前 - 志波町 - 六丁の目西町 - 狐塚 - 賀茂皇神社前
- 306/J306系統（霞の目営業所と共管）
  - 交通局大学病院前 - 定禅寺通市役所前 - 電力ビル前 - 仙台駅前 - 新寺三丁目 - 二軒茶屋東華中学校前 - 志波町 - 六丁の目西町 - 賀茂皇神社前 - 鶴巻 - 高砂大橋 - 出花団地入口 - 夢メッセみやぎ前 - キリンビール前

### 高砂線
- 85系統
  - 陸前高砂駅 - 高砂二丁目 - 高砂市民センター前 - 福室三丁目 - 高砂市営住宅東 - 中野中学校前 - 沼田 - 高砂市営住宅西
- 205/J205系統
  - 交通局大学病院前 - 定禅寺通市役所前 - 電力ビル前 - 仙台駅前 - 原町二丁目 - 宮城野区役所前 - 苦竹駅前 - 扇町二丁目小鶴老人福祉センター入口 - 福田町 - 陸前高砂駅 - 栄一丁目 - 中野中学校前 - 沼田 - 高砂市営住宅西

### 南小泉線
- 349 - 449系統（志波町 - 荒町循環線、霞の目営業所と共管。志波町先回り349 - S449系統、荒町先回り449 - S349系統）
  - 仙台駅前 - 新寺三丁目 - 二軒茶屋東華中学校前 - 志波町 - 卸町入口 - 大和小学校東 - 大和町NTT東北病院前 - 若林区役所前 - 荒町 - 市立病院福祉プラザ前 - 仙台駅前
- 410（X410）/J410系統（遠見塚経由霞の目線、霞の目営業所と共管）
  - 交通局大学病院前 - 定禅寺通市役所前 - 電力ビル前 - 仙台駅前 - 市立病院福祉プラザ前 - 荒町 - 若林区役所前 - 遠見塚 - 霞の目営業所（※X410系統終点、霞の目発着は往路のみ停車） - 霞の目

### 大和町線
- 350/J350（C350・S350）系統（霞の目営業所と共管）
  - 交通局大学病院前 - 定禅寺通市役所前 - 電力ビル前 - 仙台駅前 - 五橋 - 連坊一丁目 - 仙台一高前 - 薬師堂 - 大和町一丁目 - 大和町二丁目・NTT東北病院入口 - 大和小学校東 - 蒲の町 - 市営バス霞の目営業所前
- 351系統
  - 定禅寺通市役所前 → 電力ビル前 → 仙台駅前 → 五橋 → 連坊一丁目 → 仙台一高前 → 薬師堂 → 大和町一丁目 → 大和町二丁目・NTT東北病院入口 → 大和小学校東 → 蒲の町 → 七郷市民センター前 → 荒井

霞の目営業所主幹路線。基本的には霞の目営業所で折り返す行路だが、岡田出張所 - 霞の目営業所間を回送で送り込み350系統となる行路も存在する。

### 深沼線
- 400/J400（C400）系統（霞の目営業所と共管）
  - 交通局大学病院前 - 定禅寺通市役所前 - 電力ビル前 - 仙台駅前 - 市立病院福祉プラザ前 - 荒町 - 若林区役所前 - 遠見塚三丁目 - 蒲の町 - 荒井 - 七郷中学校前 - 荒浜新二丁目 - 深沼
- 405/J405系統（霞の目営業所と共管）
  - 交通局大学病院前 - 定禅寺通市役所前 - 電力ビル前 - 仙台駅前 - 市立病院福祉プラザ前 - 荒町 - 若林区役所前 - 遠見塚三丁目 - 蒲の町 - 荒井 - 四ツ谷 - せんだい農業園芸センター前

### 井土浜線
- 500/K500系統（若林小学校前経由閖上線、霞の目営業所・長町営業所と共管）
  - 交通局大学病院前 - 定禅寺通市役所前（復路：県庁市役所前） - 電力ビル前 - 仙台駅前 - 愛宕大橋 - 河原町 - 若林一丁目 - 若林小学校前 - 沖野四丁目 - 上飯田二丁目 - 東高校入口 - 六郷小学校前 - 井土浜 - 藤塚 - 閖上

## 市営バス岡田車庫前バス停
市営バス岡田車庫前バス停は仙台市営バスの停留所である。
出張所庁舎に隣接してのりばがあり、待合室・定期券窓口も併設されている（東日本大震災に伴い、定期券窓口等は業務停止中。2013年4月以降は、新寺出張所へ正式に事務代理を実施させる予定）。
- 発着路線
  - [83]新浜経由陸前高砂駅行
  - [J203]新浜・賀茂皇神社・陸前高砂駅・宮城野区役所・仙台駅・定禅寺通経由交通局大学病院行
  - [J300]新浜・六丁の目・志波町・仙台駅・定禅寺通経由交通局大学病院前行
  - [J303]六丁の目・志波町・仙台駅・定禅寺通経由交通局大学病院前行